# Gonepteryx
A Gonepteryx  a rovarok (Insecta) osztályának lepkék (Lepidoptera) rendjébe, ezen belül a fehérlepkék (Pieridae) családjába tartozó nem.

## Tudnivalók
Ezek a fehérlepke fajok Európában, Ázsiában és Észak-Afrikában fordulnak elő. Legfőbb jellemzőik az élénksárga színű szárnyaik.

## Rendszerezés
A nembe az alábbi 15 faj tartozik (meglehet, hogy a lista hiányos):
- Gonepteryx acuminata C. & R. Felder, 1862
- Gonepteryx amintha Blanchard, 1871
- Gonepteryx burmensis Tytler 1926
- Gonepteryx chitralensis (Moore, 1905)
- Gonepteryx cleobule (Hübner, 1824)
- kleopátralepke (Gonepteryx cleopatra) (Linnaeus, 1767)
- Gonepteryx eversi Rehnelt, 1974
- Gonepteryx farinosa (Zeller, 1847)
- Gonepteryx maderensis Felder, 1862
- Gonepteryx mahaguru Gistel, 1857
- Gonepteryx maxima Butler, 1885
- Gonepteryx nepalensis Doubleday, 1847
- Gonepteryx palmae Stamm 1963
- citromlepke (Gonepteryx rhamni) (Linnaeus, 1758)
- Gonepteryx taiwana Paravicini 1913

### Fordítás
- Ez a szócikk részben vagy egészben  a   Gonepteryx című angol Wikipédia-szócikk ezen változatának fordításán alapul.  Az eredeti cikk szerkesztőit annak laptörténete sorolja fel. Ez a jelzés csupán a megfogalmazás eredetét és a szerzői jogokat jelzi, nem szolgál a cikkben szereplő információk forrásmegjelöléseként.